# Oxyopes camponis
Oxyopes camponis är en spindelart som beskrevs av Embrik Strand 1915. Oxyopes camponis ingår i släktet Oxyopes och familjen lospindlar.
Artens utbredningsområde är Kamerun. Inga underarter finns listade i Catalogue of Life.